# A Wednesday!
Pour plus de détails, voir Fiche technique et Distribution.
A Wednesday! est un film indien réalisé par Neeraj Pandey, sorti en 2008.

## Synopsis
À Bombay, le commissaire Prakash Rathod se repose après une séance de jogging. Un homme inconnu l'appelle au téléphone et l'informe qu'il a posé cinq bombes à travers la ville.

## Fiche technique
- Titre : A Wednesday!
- Réalisation : Neeraj Pandey
- Scénario : Neeraj Pandey
- Musique : Sanjoy Chowdhury
- Photographie : Fuwad Khan
- Montage : Shree Narayan Singh
- Production : Shital Bhatia, Anjum Rizvi et Ronnie Screwvala
- Société de production : Anjum Rizvi Film Company, Friday Filmworks et UTV Motion Pictures
- Pays de production :  Inde
- Genre : Action, policier, drame, thriller
- Durée : 104 minutes
- Date de sortie : 
  - Inde : 5 septembre 2008

## Distribution
- Anupam Kher : Prakash Rathod
- Naseeruddin Shah : l'homme inconnu
- Jimmy Sheirgill : Arif Khan
- Aamir Bashir : Jai Singh
- Deepal Shaw : Naina Roy
- Kali Prasad Mukherjee : Ibrahim Khan
- Mukesh Bhatt : Khurshid Lala
- Gaurav Kapoor : Ajay Khanna
- Virendra Saxena : Babu
- Snehal Dabi : Sambhu (Electric Baba)
- Rohitash Gaud : Ikjhlaque Ahmed
- Vijay Bhatia : Mohammmad Zaheer

## Distinctions
Le film a obtenu le Prix du meilleur prix film aux National Film Awards 2009.